# 東広島運動公園
東広島運動公園（ひがしひろしまうんどうこうえん）は、広島県東広島市西条町田口にあるスポーツ施設を有する運動公園。愛称アクアパーク。施設は東広島市が所有し、イズミテクノ・RCC文化センター・シンコースポーツ共同企事業体が指定管理者として運営管理を行っている。

## 概要・歴史
1994年の広島アジア大会開催に合わせて整備が進められ、1992年体育館が開場しレスリング競技の会場となった。1996年のひろしま国体ではウエイトリフティング会場として使用された。
園内にはその他に、陸上競技場、多目的広場、テニスコート、ゲートボール場があり、スケートボード場は2004年に子供広場を改装して開場、野球場は2007年春に竣工した。多目的広場はサンフレッチェ東広島サッカースクールの練習場として使用されている。
2008年より東広島市都市整備公社からポラーノグループ東広島に指定管理者が移管した。
2016年よりポラーノグループ東広島からイズミテクノ・RCC文化センター・シンコースポーツ共同企業体に指定管理者が移管した。

## 施設概要
東広島運動公園体育館
- 開場：1992年7月19日
- 構造：鉄筋コンクリート造（3階建）
- 敷地面積：1773,000.00m2
- 建築面積：7,022.76m2
- 延床面積：10,409.87m2
- メインアリーナ面積：2,240m2
- サブアリーナ面積：761m2
- 武道場面積：608m2
- その他に、トレーニング室、多目的表示盤

東広島運動公園陸上競技場
- 開場：1995年6月4日
- 日本陸上競技連盟第2種公認

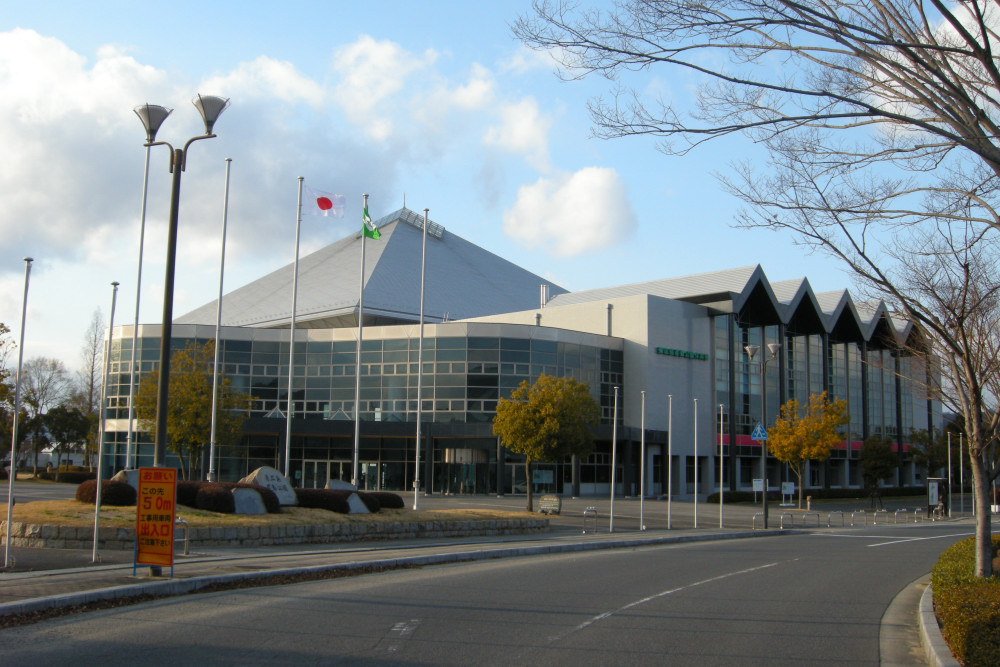
東広島運動公園体育館

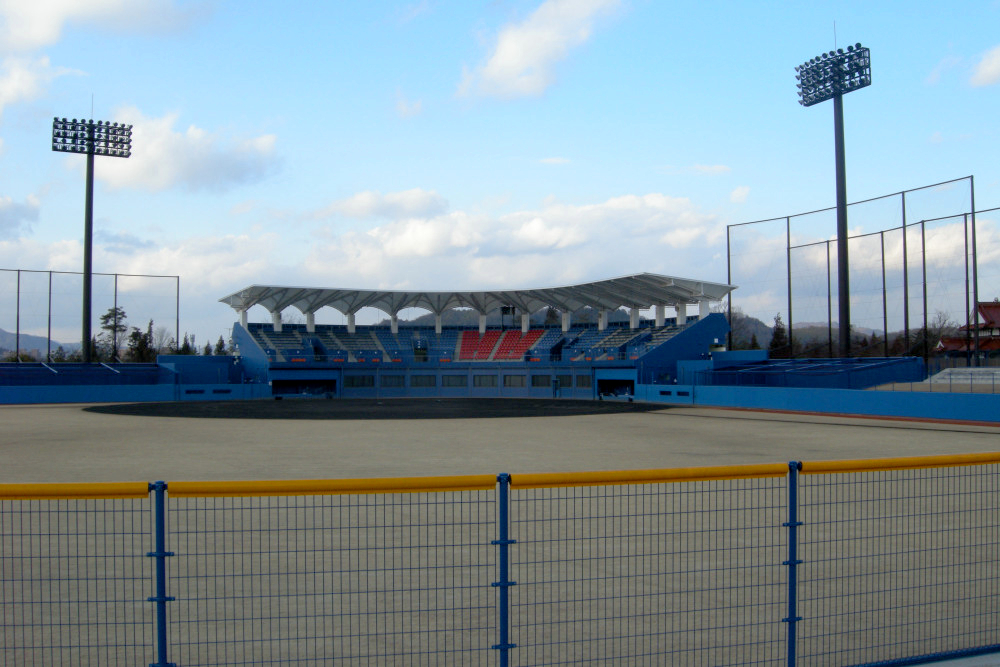
東広島運動公園野球場

- トラック：400m×9レーン、全天候舗装（青）
- フィールド：107.0×72.8m、天然芝
- 収容人員：約7,400人（メインスタンド :約2,200人、芝生席：約5,200人）

多目的広場
- 開場：1996年6月1日
- 敷地面積：20,200m2
- グラウンド：10,500m2、クレー（土）

テニスコート
- 開場：1996年6月1日
- 敷地面積：7,700m2
- コート：6面、砂入り人工芝
- 収容人員：700人

東広島運動公園野球場
- 開場：2007年5月19日

スケートボード場
- 開場：2004年3月27日
- 敷地面積：600m2
- 障害：クォーターパイプ・バンク・ピラミッド・レッジ
- 路面：コンクリート舗装

グラウンドゴルフ場
- 開場：1998年4月1日
- 敷地面積：1,700m2
- コート：3面、クレー（土）

フットサルコート
- 開場：2024年10月21日
- 面積：5,050m2、全面人工芝、3面（20m×38m）

## 所在地
- 東広島市西条町田口67-1

## アクセス
- 「東広島運動公園」バス停下車（土日祝日運休）[1]
  - 東広島駅-広島大学線（芸陽バス[2]・JRバス中国[3]）：東広島駅（山陽新幹線）方面 - 東広島運動公園前 - 広島大学方面
- 「三升原」バス停下車、徒歩約5分
  - 西条線（黒瀬方面 JRバス中国）：西条駅方面（JR山陽本線）方面 - （西条農高経由 / 東広島駅経由） - 三升原 - 黒瀬町方面